# Javier Pérez Walias
Javier Pérez Walias (Plasencia, Cáceres, 21 de abril de 1960) es un poeta español.

## Biografía
Es licenciado en Filología Hispánica –especialidad de Literatura– por la Universidad de Extremadura. 
Formó parte del grupo generacional que a principio de los 80, desde la Facultad de Filosofía y Letras de Cáceres y al amparo del magisterio de Ricardo Senabre y Juan Manuel Rozas, ayudó a renovar la poesía hecha en Extremadura. 
Reside en la capital cacereña si bien mantiene una estrecha relación con la ciudad de Málaga desde que en el verano de 1987 realizara un Curso Superior de Filología Hispánica en su Universidad, entrando en contacto con un grupo de poetas de la Ciudad del Paraíso. A partir de este momento se fraguará una gran amistad entre Pérez Walias y el escritor malagueño Javier La Beira. 
Poemas de este escritor extremeño han aparecido en diversas antologías y revistas especializadas. 
Entre los años 2005-2009, dirigió junto a José Manuel Fuentes la colección de poesía «Cuadernos del Boreal» promovida por el Departamento de Lengua Castellana del IES Universidad Laboral de la capital cacereña y en cuya nómina encontramos a poetas como Luis Alberto de Cuenca, Antonio Carvajal o Jesús Hilario Tundidor. 
En diciembre de 2008 un jurado presidido por el poeta leonés Antonio Colinas otorga por unanimidad el Premio de la XVII Bienal de Poesía “Provincia de León" a su poemario Largueza del instante.
En el año 2009 se le concede una beca por la UNEX para su incorporación temporal como escritor a dicha Universidad. 
Javier Pérez Walias ha participado en proyectos creativos con artistas como los pintores Joaquín Paredes, Rafael Carralero, Javier Alcaíns, Nacho Lobato, el artista plástico Javier Roz o el artista visual y Premio Nacional de Poesía Juan Carlos Mestre.
Ha sido incluido por Miguel Ángel Lama, coordinador del Tomo I. POESÍA, en la antología Literatura en Extremadura 1984-2009, Badajoz 2010. Eduardo Moga lo incluye en su estudio "Algunos Nombres Impropios", CUADERNOS HISPANOAMERICANOS. Publicado en el número 757/758, julio/agosto 2013.

## Obra poética
- Ceremonias del barro (Málaga, Ángel Caffarena, ÁNGEL / POESÍA, 19, 1988, IX Premio de Poesía "Residencia" de Cáceres).
- Impresiones y vértigos de invierno (Vélez-Málaga, Ayuntamiento, 1989, XVII Premio de Poesía Ciudad de Vélez-Málaga).
- A este lado oscuro del cauce (Málaga, Universidad, 1992).
- Cazador de lunas (Málaga, F. González, Colec. Virazón de Poesía, 11, 1998).
- Versos para Olimpia (Málaga, Francisco Cumpián, Ediciones Imperdonables, 2003).
- Antología Poética (1988-2003) (Mérida, Editora Regional de Extremadura, 2004). ISBN 84-7671-782-2
- Los días Imposibles (Tres figuraciones) (Calambur Editorial, Poesía, 53, Madrid, 2005). Libro beneficiario de una Ayuda a la Edición que otorga la Junta de Extremadura. ISBN 84-96049-67-1
- Poemas, Aula Enrique Díez-Canedo (AEEX, Badajoz, 2007). Cuaderno editado con motivo la lectura realizada por el autor.
- Cazador de lunas / Juan Carlos Mestre 6 Aguafuertes (Málaga, Colección Monosabio / Poesía, n.º 20, Ayuntamiento de Málaga, 2007). ISBN 978-84-96055-74-2
- Largueza del instante, (León, Colec. "Provincia”, n.º 143, Instituto Leonés de Cultura, Diputación de León, 2009, Premio XVII Bienal de Poesía "Provincia de León", 2008). ISBN 978-84-89470-05-7
- Largueza del instante (Un libro escrito por Javier Pérez Walias con pinturas de Javier Alcaíns) JAVIER MARTÍN SANTOS EDITOR, Cáceres, 2010. ISBN 978-84-614-1660-8
- Arrojar piedras (Colección Vela de Gavia, volumen sexto, La Isla de Siltolá (enlace roto disponible en Internet Archive; véase el historial, la primera versión y la última)., Sevilla, 2011). ISBN 978-84-15-03973-0
- Ejercicio de Introspección, 2011, VIDEOPOEMA realizado por el artista plástico y visual JAVIER ROZ sobre el poema del mismo título perteneciente al libro "Arrojar piedras".
- Al Qarafa (Colección Luna de Poniente, letra Q, De la Luna Libros, Mérida, 2014). ISBN 978-84-92847-31-0
- Otrora (Antología Poética 1988-2014). Prólogo y selección de Eduardo Moga. (Calambur Editorial, Poesía, 145, Madrid, 2014). Libro editado con la colaboración de la Editora Regional de Extremadura. ISBN 978-84-8359-350-9
- Poemas, Aula José A. Gabriel y Galán (AEEX, Plasencia, 2015). Cuaderno editado con motivo de la lectura realizada por el autor el 17 de noviembre.
- W (Vaso Roto Poesía, n.º 105, Vaso Roto Ediciones, Madrid, 2017). Epílogo de Julio César Galán. ISBN 978-84-16193-41-7
- Escrito con luz. (Mérida, Editora Regional de Extremadura, 2017). Libro de fotografías de José Antonio Marcos y poemas de Javier Pérez Walias, con presentación de Eduardo Moga. ISBN 978-84-9852-493-2
- Uno se maneja con lo que tiene. (Alzira, Poética y Peatonal, editado por Gabriel Viñals, 2020).
- Acodo. (Barcelona/Santiago de Chile, Ril Editores España, n.º 46 de la colección AEREA/Carmènére, 2021).
- Insecto ámbar (Vaso Roto Poesía, n.º 193, Vaso Roto Ediciones, Madrid, 2023).

## Otros textos poéticos
- Poemas. Antología (Jóvenes Poetas Extremeños en el Aula). Prólogo de Ángel Sánchez Pascual, (pgs. 65-72).  Institución Cultural "El Brocense", DPC. Cáceres,1983.
- "Veo que aún son muchos..." y "Sonámbulo". Gálibo. Revista de Literatura, n.º 2 (pág. 40), Cáceres, 1984.
- "Iuventus: Ofrenda de los dioses". Gálibo. Revista de Literatura, n.º 3 (pág. 4), Cáceres, 1985.
- "Epitalamio desde lo más elevado de Itálica". Revista La Corná, n.º 12. Málaga, 1988.
- "Díptico en claroscuro". La Factoría Valenciana, n.º 18, coordinado por Javier La Beira, p.14. Valencia, 1994.
- "Acaso el tiempo/ Poemas". Con dibujos de Joaquín Paredes. Pliegos-Pliegos. Institución Cultural "El Brocense". Cáceres, 1995.
- "La voz que nombra los peces", poema inédito, en Escarcha y fuego (La vigencia de Miguel Hernández en Extremadura), libro coordinado por Manuel Simón Viola (varios autores), Diputación de Badajoz, Departamento de Publicaciones, 2010.
- "El bosque blanco (inédito para una instantánea de Lola Ortiz)", Exposición FOTOPOESÍA 2012, en el Museo Provincial de Albacete. Festival Fractal Poesía Joven.
- "Bendito el que madruga", poema inédito en Turia, Revista Cultural / número 107, junio—octubre, 2013.
- "Lo difícil es hacer las preguntas" (poema anotado). Heterónima. Revista de Creación y Crítica, n.º 1. Primavera de 2015. Facultad de Filosofía y Letras (UEX).
- "Ella hace sonar su cascabel". En el vuelo de la memoria (Antología para Ángel Campos Pámpano), págs. 97-98. Noviembre, 2018. ERE (Junta de Extremadura).
- "Un hombre se ha detenido en Albert Bridge / A man stopped on Albert Bridge". Streets where to walk is to embark (Spanish Poets in London, 1911-2018) (antología editada por Eduardo Moga y traducida por Terence Dooley), Shearsman Books, Bristol, 2019.
- "He nadado de espaldas". Poemas para combatir el coronavirus, edición de Juan Luis Calbarro y Miriam Maeso, Alcobendas (Madrid): IES Ágora y Los Papeles de Brighton, 2021, p. 79.
- "Aullido", poema inédito en Turia, Revista Cultural / número 147, págs. 141-142, junio—octubre, 2023.
- "[IN]MEMORIAM", poema inédito en Turia, Revista Cultural / número 155, pág. 130, junio—octubre, 2025.

## Textos en prosa
- Casi una leyenda, prólogo a una selección de poemas de Claudio Rodríguez. Cuadernos Literarios del 27. Centro Cultural de la Generación del 27 de la Excma. Diputación Provincial de Málaga,  Málaga, 1992.
- "Confieso que he leído", (pgs.476-477). Pablo Neruda. Un corazón que se desató en el viento. Edición de Hilario Jiménez Gómez. Institución Cultural "El Brocense" , Cáceres, 2005.
- Del amor, el desamparo y la memoria, prólogo a Tierra, territorio, casa, de Francisco Fuentes. Argo Ediciones. Universidad de Sevilla, Sevilla, 2006.
- Guion para el documental Encantado Benedetti realizado por Esmeralda Hernández. 2007.
- Liminar a Tarjeta de visita de Juan Carlos Mestre. Cuadernos del Boreal, n.º 3. Cáceres, 2007.
- Liminar a Ella de Concha García. Cuadernos del Boreal, n.º 4. Cáceres, 2008.
- Liminar a Nada sabe la noche de Jesús Hilario Tundidor. Cuadernos del Boreal, n.º 5. Cáceres, 2009.
- Lo probable y lo invisible, texto en "La quinta dimensión" (libro con fotografías de Pedro Casero y textos de varios autores), Servicio de Publicaciones de la Universidad de Extremadura, 2009.
- "Entrevista a Javier Pérez Walias, por Hasier Larretxea" (Partes I, II y III), KOULT Archivado el 6 de abril de 2010 en Wayback Machine., Literatura, 2010.
- Reseña a La poética de José Antonio Muñoz Rojas en Las cosas del campo de Juan Luis Hernández Mirón, Ediciones Vitruvio, Madrid 2011. Revista Clarín, n.º 97, enero-febrero, 2012.
- "Soliloquio íntimo", reseña a El desierto verde de Eduardo Moga, ERE, Mérida, 2012. Cuadernos del matemático, n.º 50, junio-2013.
- "Para mirar adentro", reseña a Baile de máscaras de José Manuel Díez, Hiperión, Madrid, 2013. Quimera, n.º 366, mayo-2014.
- El hecho primario de decir Archivado el 5 de marzo de 2016 en Wayback Machine.. "La Galla Ciencia", reseña a Inclinación al envés de Julio César Galán, Editorial Pre-Textos, Valencia, 2014.
- "Pérez Walias desde su rincón de la poesía", por Iván Sánchez para Plan Ve, Guía de Ocio para el Norte de Extremadura, 2 de junio de 2015."La mirada del Crononauta"
- Los libros encendidos, Elogio del libro para conmemorar el día internacional del libro, Junta de Extremadura, Mérida, 2018.

## Premios
- IX Premio de Poesía "Residencia" de Cáceres, 1985.
- XVII Premio de Poesía Ciudad de Vélez-Málaga, 1987.
- XVII Premio Bienal de Poesía "Provincia de León, 2008.

## Críticas
- Sobre él ha dicho Javier la Beira: "Walias es, sobre todas las cosas de la naturaleza lírica, un artesano del ritmo. Un oyente privilegiado."
- Enrique García Fuentes ha escrito: "Así ha sido siempre la poesía de Pérez Walias, un continuo trabajo de forja y pulido hasta lograr abrazar la verdadera esencia de la belleza que sólo unos pocos como él saben encontrar en las palabras."
- Puerto Gómez Corredera ha dicho sobre "Arrojar piedras" que "la poesía de Pérez Walias es una exploración constante de los límites metafóricos del mundo y del individuo."
- "La poesía de Pérez Walias aúna el impulso narrativo y la representación simbólica, la construcción de un yo lírico coherente y la fulguración de lo incontrolado, la vislumbre de lo anómalo, o incluso de lo imposible." Eduardo Moga.
- Sobre "Insecto ámbar" ha escrito Antonio Méndez Rubio: "Javier Pérez Walias nos pregunta por los límites del vivir, del existir, como cruzando el puente de aire que une cada yo con cada tú, cada mundo con otro mundo".